# لئوناردو مایر
 لئوناردو مایر (انگلیسی: Leonardo Mayer؛ زاده ۱۵ مهٔ ۱۹۸۷) یک تنیس‌باز اهل آرژانتین است.